# میلا مارتینز
میلا مارتینز (انگلیسی: Mila Martínez؛ زادهٔ ۲۳ آوریل ۱۹۸۵) بازیکن فوتبال اهل اسپانیا است.